# Prekopa (Glina)
Prekopa is een plaats in de gemeente Glina in de Kroatische provincie Sisak-Moslavina. De plaats telt 161 inwoners (2001).